# Arsénopyrite
L'arsénopyrite est une espèce minérale composée d'arsénio-sulfure de fer, de formule FeAsS avec des traces de : Ag, Au, Co, Sn, Ni, Sb, Bi, Cu et Pb. Elle sert de référence à un groupe cristallochimique. Elle forme une série chimique avec le glaucodot.

## Inventeur et étymologie
Elle a été décrite par Ernst Friedrich Glocker en 1847. Son nom, une contraction du « pyrite arsenicale » reflète sa composition chimique. Il n'y a pas de topotypie pour ce minéral.

## Cristallographie
Ses paramètres de maille conventionnelle s'affichent : a = 5,74, b = 5,68, c = 5,79, Z = 4, bêta = 112,17°, V = 174,82, et sa densité calculée est de 6,19.
On retrouve souvent des macles selon {012} en « croix de Saint-André » ou en étoile à six branches, associant deux ou trois cristaux à 60° l'un de l'autre. On retrouve aussi des macles sur {100}, {001} et {101}, cette dernière se faisant par pénétration ou par contact et donnant des assemblages semblables à ceux de la marcassite (en « crête de coq »).

## Cristallochimie
Elle sert de référence à un groupe : le groupe de l'arsénopyrite : aurostibite, bambollaïte, cattiérite, erlichmanite, fukuchilite, géversite.

## Gîtologie
Elle n'a pas de contexte géologique particulier (sédimentaire, volcanique, métamorphique, magmatique et hydrothermale). Au choc, elle dégage une odeur alliacée typique de la présence d'arsenic.
Ce minéral apparaît également dans les pegmatites, mais il y est le plus souvent remplacé par la löllingite.
Parmi les anciens minerais d'arsenic, le mispickel pouvait être associé au fer natif ou tellurique, à la pyrite.

## Synonymie
Il existe de nombreux synonymes pour cette espèce :
- arsenomarcasite ;
- dalarnite ;
- delarnite ;
- fer-arsenical (terme commun avec la löllingite) ;
- mine de fer blanche ou arséniacale  (Jean-Baptiste Romé de L'Isle) ;
- mispickel ;
- pyrite arsenicale ;
- pyrite blanche (terme commun avec la marcassite)[5] ;
- hoffmannite ;
- thaleimite.

## Variété
La danaïte est une variété d’arsénopytite cobaltifère décrite par Hayes en 1833 et nommée en hommage à James Freeman Dana de Boston, d’après des échantillons de Franconia, Grafton Co., New Hampshire, États-Unis (Syn. Cobaltoan Arsenopyrite). Ce minéral a des occurrences nombreuses notamment au Brésil, au Chili, en Chine, en Norvège, en Suède et aux États-Unis.

## Gisements remarquables
En France
- Mine de Salsigne, Aude. Gisement sulfures massifs, où l'arsénopyrite massive est associée à la pyrrhotite, la chalcopyrite, à des sulfures bismuthifères et des sulfo-antimoniures d'argent. Ce gîte a été une des sources mondiales d'arsenic, d'or et de sous-produits tels que le cuivre, le bismuth et l'argent[6].

Dans le monde
- Mine de Panasqueira, Panasqueira, Covilhã, Castelo Branco, Portugal[7], remarquables associations avec l'apatite bleue, lavande ou verte et de grands cristaux de wolframite
- Stari Trg Mine, Trepča, Kosovska Mitrovica, Kosovo[8]
- Mine de Yaogangxian, Prefecture de Chenzhou, Province du Hunan, Chine.

## Utilité
L'arsénopyrite aurifère est exploitée pour l'or. Mais l'arsénopyrite commune est également le plus important minerai d'arsenic, celui-ci étant récupéré sous forme d'arsénolite. Lorsque la matière contenait de l'étain, l'arsenic et l'étain étaient séparés par distillation.

## Galerie

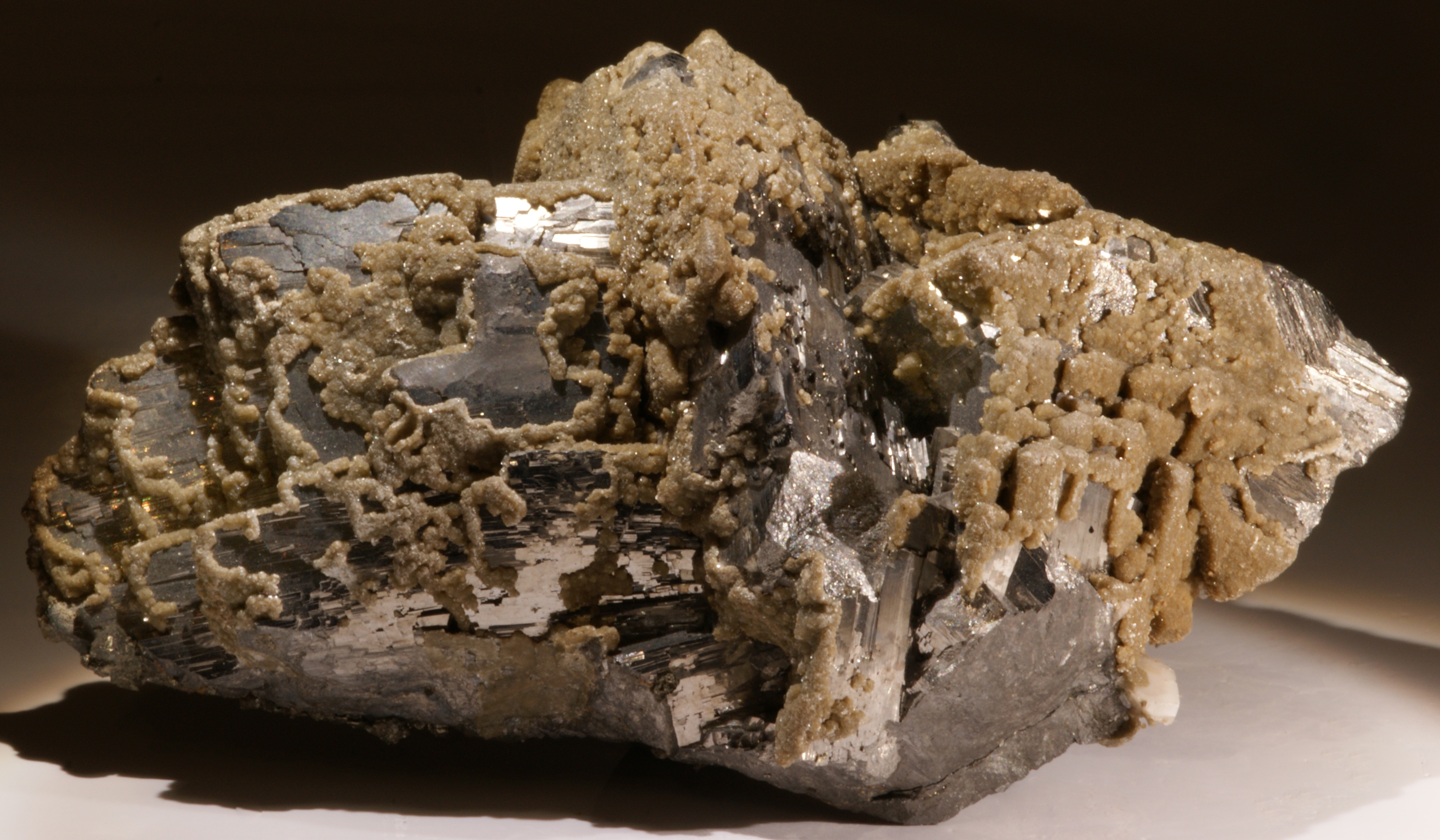
Arsénopyrite et zinnwaldite - Mine de Panasqueira, Portugal (12x8 cm)
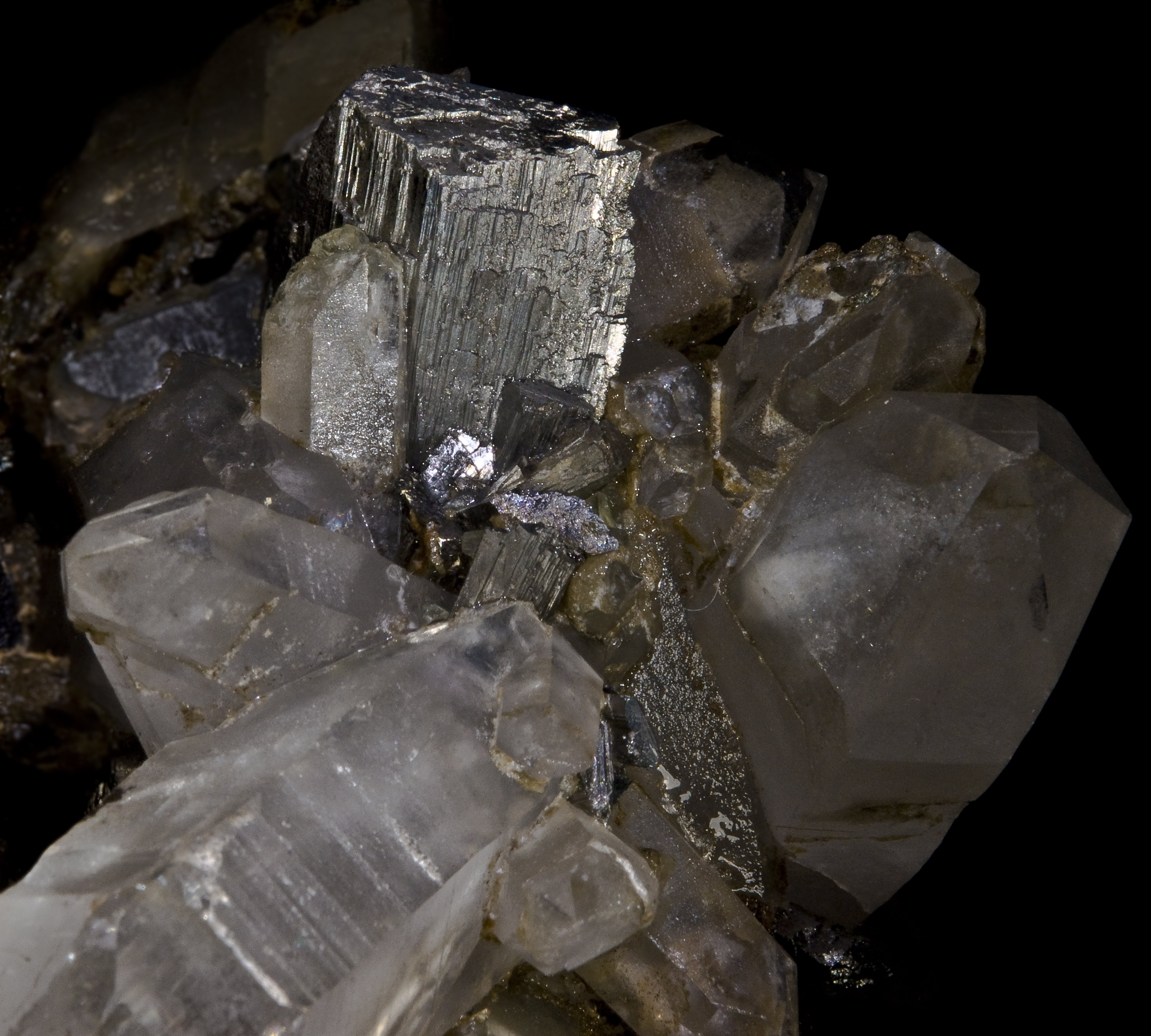
Arsénopyrite et quartz - Mine de Panasqueira, Portugal (XX 5 cm)
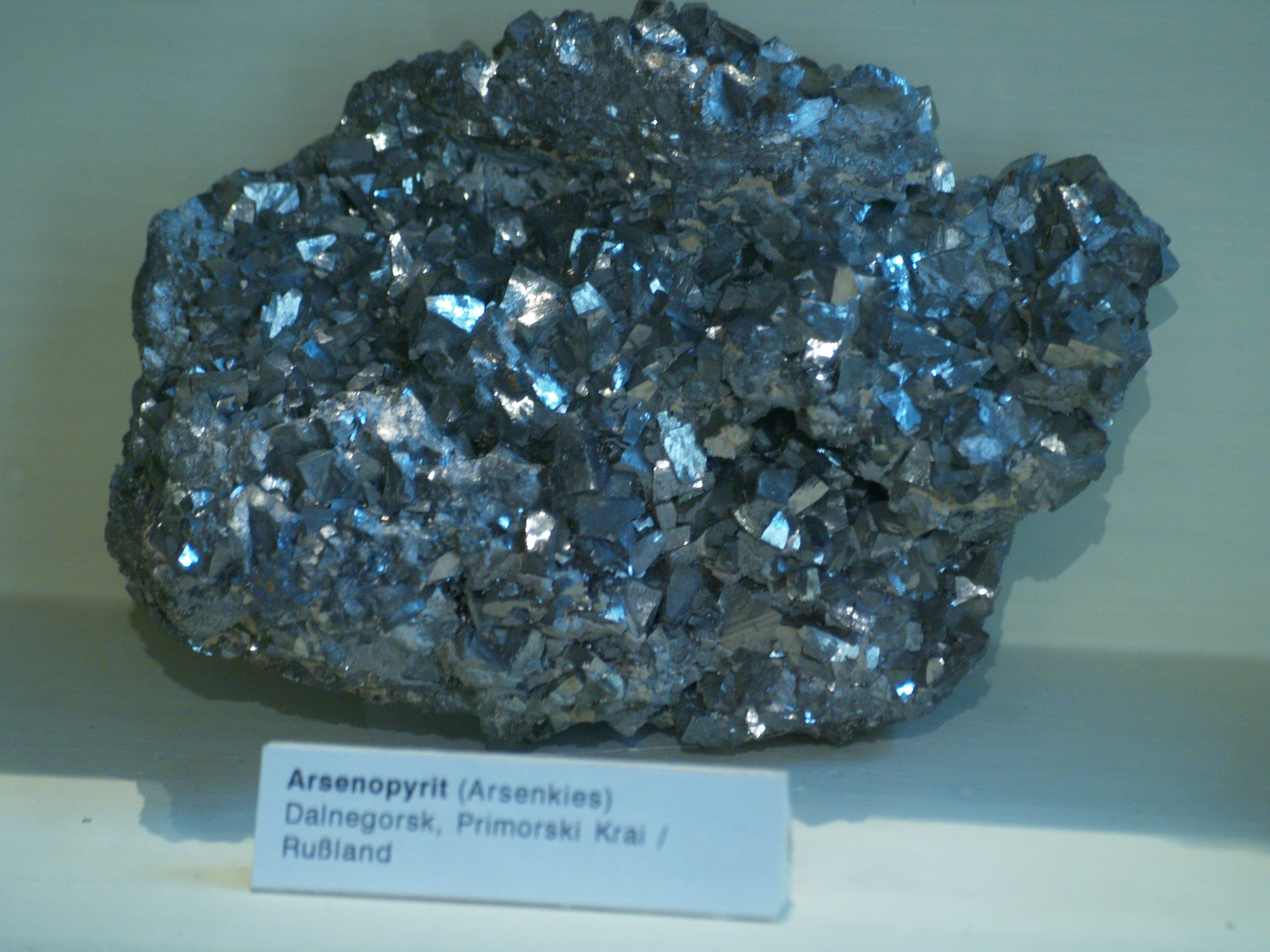
Arsénopyrite - Muséum de Berlin

## Lire aussi